# George Muntean
George Muntean (n. 17 noiembrie 1932, comuna Bilca, județul Suceava – d. 1 iunie 2004) a fost un scriitor și om politic român, care a candidat la președinția României în anul 1996, din partea Partidului Pensionarilor.

## Biografie
Născut din părinți țărani, a căror gospodărie străveche a completat-o și organizat-o muzeal, împreună cu soția, donând-o la 1 iunie 2000, Muzeului Etnografic al Bucovinei, având denumirea de Casa-muzeu Bilca.
A absolvit cursuri la Liceul „Eudoxiu Hurmuzachi” din Rădăuți (1953) și apoi la Facultatea de Litere a Universității din București (1959). În anul 1959 a devenit cercetător principal la Institutul de Istorie și Teorie Literară "G. Călinescu" al Academiei Române (1960-1996). A lucrat ca redactor la Contemporanul (1959-1968), redactor șef al „Revistei de Istorie și Teorie Literară” a Academiei Române (1974-1979), membru al Uniunii Scriitorilor și al altor asociații, fundații și societăți printre care: Societatea pentru Cultura și Literatura Română în Bucovina (a cărei reactivare și dezvoltare a inițiat-o în vara anului 1989); Asociația Culturală „Pro Basarabia și Bucovina” (prim-vicepreședinte între anii 1999-2000); Asociația de Istorie „Nicolae Iorga”; Asociația Transilvană pentru Literatura și Cultura Poporului Român „Astra” (prim-vicepreședinte).
Din martie 1990 a luat parte la reactivarea masoneriei românești. A primit inițierea de la Marele Maestru Nicolae Filip, în prezența R.F. Vladimir Boantă, Nicolae Simedrea, Nicolae Cercel și a altora. A fost Venerabil al Lojii „Nicolae Bălcescu” (1996-1998) și ad vitam al acestei loji, Prim-Mare Supraveghetor al M.L.N.R.
Din 1991, a ținut la Universitatea Populară din București, cursul „Existență și spiritualitate românească”, abordând și diverse aspecte ale Masoneriei.
Ca om politic a fondat în 1992, Partidul Democrat de Centru, care în 1996 a fuzionat cu Partidul Pensionarilor din România. A îndeplinit funcția de președinte de onoare al Partidul Pensionarilor din România (2000-2001).
Este deținător al mai multor premii și diplome printre care: Premiul „Nicolae Bălcescu” al Academiei Române (1977) pentru lucrarea colectivă „Independența României”; Premiul pentru critică literară al revistei „Literatura și Arta” Chișinău (1993); Medalia Națională Eminescu (2000); Diploma de Excelență și Premiul Mihai Eminescu „Teiul de Aur” Botoșani-Ipotești (2002).
Căsătorit, din 8 martie 1956, cu poeta Adela Popescu, absolventă a Facultății de Litere din București, membră a Uniunii Scriitorilor și a altor asociații și societăți, autoare a volumului de versuri „Între noi timpul” publicat in cinci ediții și anume: Paris,1975, 15 poeme(Franceză-Română); Washington,D.C.,1992,25 poeme(8 limbi);București(editura Eminescu),1998,53 poeme; Tokio,2003,72 poeme (Japoneză-Română); iar cel din urmă apărut in București la editura Anima,2010, cuprinde 99 de poeme, volumul fiind bilingv(Română-Franceză).
În anul 2008, a apărut la București (Editura Palimpsest) și imprimată la Tipografia Ria din Botoșani, cartea portret „A Fost Odată George Muntean”, coordonată și cu cheltuiala integrală a poetei Adela Popescu, soția sa.
Cartea cuprinde o suită de 115 texte-remember semnate de academicieni, profesori universitari, colegi de liceu și de facultate, de redacție, de institut, medici, ingineri, prieteni etc, care i-au cunoscut viața și activitatea de istoric și critic literar, civică și politică, toate împletite cu facsimile, cu 77 fotografii color și 52 fotografii alb-negru, precum și cu 22 scrieri semnificative ale sale (între care 5 proze absurde și 5 poezii inedite) și se încheie cu un CD încorporat copertei, reproducând vocea lui rostindu-se, în 19 decembrie 1993 la Cercul Militar Național împlinirea a 75 de ani de la Marea Unire.
Ediția a fost trasă în 600 de exemplare și se află în toate principalele biblioteci din capitală, județene, municipale și orășenești din țară.

## Opere publicate (selecție)
- Numele său figurează în peste 80 de volume, aparute în țară și în străinătate, printre care:
- „Folclor din Suceava” Editura BPT, 1959;
- „Lexic regional” Editura Academiei 1960:
- Apa trece, pietrele rămîn - proverbe românești (4 ediții), Editura pentru literatură, Biblioteca pentru toți, București, 1966;[3]
- Tratatul Academic de Istoria Literaturii Române vol.II și III;
- „Cercetări Literare” Editura pentru literatură1969;
- „Bilca- o așezare din valea Sucevei” Suceava, 1971;[4]
- „Cântece de dragoste și dor” Editura Minerva 1972;
- „Cinci Nuvele contemporane” Editura Albatros 1976,
- „Interpretări și repere” Editura Junimea 1982;
- „Bilca, Album cu postfață” Editura Sport-Turism 1987;
- „Dicționar de termeni literari”(colectiv) ;
- „Calendarul Creștin Ordodox al Românilor din Bucovina”;
- „Eminescu-100 de documente noi”,  Editura Eminescu 2000 și altele.